# ウニ・ジローナCB
ウニ・ジローナCB（Uni Girona Club de Basquet）は、スペイン・カタルーニャ州ジローナ県ジローナを本拠地とする女子バスケットボールチーム。リーガ・フェミニーナ・バロンセスト所属。

## 歴史
CEサンタ・エウヘニアとCBベドゥルナが合併することで、2005年にウニ・ジローナCBが設立された。2005-06シーズンはコパ・カタルーニャ（3部）に参戦し、2006-07シーズンからの3シーズンはリーガ・フェミニーナ2（2部）に参戦。2009-10シーズンに初めてリーガ・フェミニーナ・バロンセスト（1部）に参戦し、最初の2シーズンを5位で終えた。
2012年にはコパ・デ・ラ・レイナでベスト4となり、2011-12シーズンのリーガ・フェミニーナでは初めてプレーオフに進出した。
2014-15シーズンにはリーガ・フェミニーナのプレーオフ決勝に進出し、CBアベニーダを破って初優勝した。2015年にはスーペルコパ・デ・エスパーニャでも優勝している。2015-16シーズンからは3シーズン連続でリーガ・フェミニーナで準優勝している。2016-17シーズンにはユーロカップ女子でベスト16となり、2017-18シーズンにはユーロカップ女子でベスト8となった。

## 成績
| シーズン | 部  | 国内リーグ            | 順位 | 国内カップ | 欧州カップ戦       | 欧州カップ戦 |
| -------- | --- | --------------------- | ---- | ---------- | ------------------ | ------------ |
| 2005–06  | 3部 | コパ・カタルーニャ    | 12位 |            |                    |              |
| 2006–07  | 2部 | リーガ・フェミニーナ2 | 14位 |            |                    |              |
| 2007–08  | 2部 | リーガ・フェミニーナ2 | 4位  |            |                    |              |
| 2008–09  | 2部 | リーガ・フェミニーナ2 | 1位  |            |                    |              |
| 2009–10  | 1部 | リーガ・フェミニーナ  | 5位  |            |                    |              |
| 2010–11  | 1部 | リーガ・フェミニーナ  | 5位  |            |                    |              |
| 2011–12  | 1部 | リーガ・フェミニーナ  | 3位  | ベスト4    |                    |              |
| 2012–13  | 1部 | リーガ・フェミニーナ  | 3位  | ベスト4    |                    |              |
| 2013–14  | 1部 | リーガ・フェミニーナ  | 5位  |            |                    |              |
| 2014–15  | 1部 | リーガ・フェミニーナ  | 1位  | ベスト4    |                    |              |
| 2015–16  | 1部 | リーガ・フェミニーナ  | 2位  | ベスト4    | 1 女子ユーロリーグ | GS敗退       |
| 2016–17  | 1部 | リーガ・フェミニーナ  | 2位  | 準優勝     | 2 ユーロカップ女子 | ベスト16     |
| 2017–18  | 1部 | リーガ・フェミニーナ  | 2位  | 準優勝     | 2 ユーロカップ女子 | ベスト8      |

## タイトル
- リーガ・フェミニーナ・バロンセスト: (1)
  - 優勝: 2014–15
- スーペルコパ・デ・エスパーニャ（英語版）: (1)
  - 優勝: 2015
  - 準優勝: 2012